# Bibliothèque-musée Víctor-Balaguer
La bibliothèque-musée Víctor-Balaguer (catalan : Biblioteca Museu Víctor Balaguer), est un musée fondé en 1884 par le politicien et écrivain Víctor Balaguer. C'est l'un des musées les plus anciens et singuliers de la Catalogne qui maintient en grande partie l’esthétique et les collections originales, de façon que le visiteur puisse connaître l'état d'un musée au XIXe siècle.

## Historique
Au rez-de-chaussée se trouve l’héritage de M. Balaguer, composé de l’ensemble de livres et œuvres d’art que le fondateur avait rassemblés au long de sa vie : des peintures, des sculptures, des pièces en céramique et en verre, et des objets ethnographiques de cultures lointaines, ainsi qu’une remarquable collection de tableaux en dépôt du musée du Prado. Celle-ci a été agrandie tout au long des années.
Le bâtiment fut conçu spécifiquement pour accomplir les fonctions de bibliothèque et de musée, ce qui n’était pas très commun à l’époque. C'est l’un des premiers musées en Catalogne à être bâti pour cette mission.
L'architecture a inclus des éléments ornementaux aux réminiscences historiques : néo-égyptiens ou néo-grecs, qui sont caractéristiques de l’architecture urbaine catalane de la fin de siècle.

## Collections
Dans ses salles, se trouvent des œuvres de peintres catalans tels que Ramón Martí Alsina, Santiago Rusiñol, Ramon Casas, Isidre Nonell, Joaquim Mir, Xavier Nogués (es) entre d’autres, qui permettent au spectateur de voyager au travers des différents mouvements artistiques du début du siècle, depuis le romantisme jusqu'au noucentisme. La collection compte également des œuvres sculptées et peintes du XXe siècle notamment de l'art informel, ainsi que le fonds de Maria Josepa Massanés.
La section de peintures est complétée par l’exposition permanente d’une trentaine de tableaux du baroque espagnol et européen en dépôt du musée du Prado, avec notamment des toiles du Greco, de Ribera, de Goya, de Rubens et de Van Dyck.
Les arts décoratifs y sont représentés par les collections en verre et céramique ; avec des pièces depuis période gothique jusqu’à la fin du XIXe siècle.
Parmi les collections ethnographiques, se trouvent des pièces provenant des Philippines, d’Égypte, de Chine et du Japon, ainsi qu’une exposition d’art précolombien. La formation de cette collection a fait suite à la curiosité pour les autres cultures au XIXe siècle et de la nomination de
M. Balaguer comme ministre d’Outre-mer.
La collection égyptienne est particulièrement remarquable. C'est la plus ancienne de Catalogne et expose la momie d’un enfant (l’une des cinq momies conservées actuellement dans les musées catalans).
Par l’importance de sa collection artistique du XIXe siècle, le musée Balaguer fut transformé en une section du musée national d'Art de Catalogne.
Par ailleurs, la bibliothèque Balaguer, attenante au musée et disposant d'un important fonds patrimonial, maintient un lien avec la bibliothèque de Catalogne.